# خانه خان‌منش
خانه خان منش مربوط به دوره پهلوی اول است و در مشهد، خیابان امام خمینی، میدان شهدا، نبش کوچه سجادی واقع شده و این اثر در تاریخ ۱۲ تیر ۱۳۸۴ با شمارهٔ ثبت ۱۲۰۷۲ به‌عنوان یکی از آثار ملی ایران به ثبت رسیده است. این بنا در یک آتشسوزی تخریب شده و قابل بازدید نیست